# Charfield
Charfield is een civil parish in het bestuurlijke gebied South Gloucestershire, in het Engelse graafschap Gloucestershire.